# 그제고시 라토
그제고시 볼레스와프 라토(폴란드어: Grzegorz Bolesław Lato, 1950년 4월 8일~)는 폴란드의 은퇴한 축구 선수, 감독으로 현역 시절 포지션은 윙어이다. 감독에서 은퇴한 후에는 정치에 입문하여 제슈프 시의원(2001~2005), 폴란드 축구 협회 회장(2008~2012)을 맡았다.

## 클럽 경력
라토는 선수 생활 초기 14년을 스탈 마엘레츠에서 보냈다. 스탈 마엘레츠에서 뛰면서 1973년과 1976년 두 번 엑스트라클라사 정상에 올랐다. 또한 그는 1973년과 1975년 엑스트라클라사 득점왕을 차지했고, 1974년과 1977년에는 폴란드 올해의 축구 선수가 되었다.
그리고 벨기에의 KSC 로케런에서 2년간 뛰었으며, 벨기에에서 뛸 당시인 1981년에 폴란드 올해의 축구 선수가 되었다. 이후 멕시코의 아틀란테 FC로 이적하였으며 1983년에는 CONCACAF 챔피언스리그를 우승하였다.
그의 선수 생활 마지막 7년은 캐나다의 폴로니아 해밀턴에서 뛰었다.

## 국가대표팀 경력

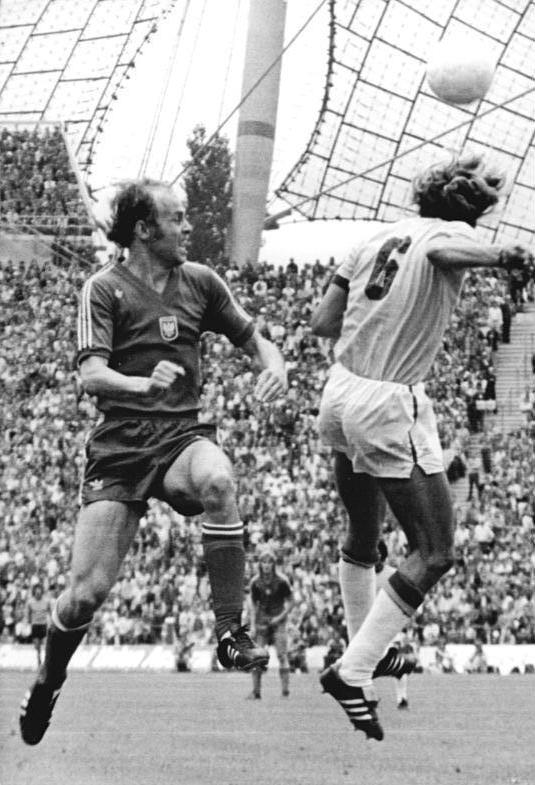
1974년 FIFA 월드컵 당시 브라질의 마리뉴 샤가스와 공을 경합하고 있는 라토(왼쪽)

라토는 1972년 하계 올림픽 축구 종목에서 조국 폴란드를 이끌고 금메달을 획득했다. 이후 열린 1974년 FIFA 월드컵에서는 폴란드가 최종 성적 3위로 마감하는데 기여했으며, 라토 본인 역시 7골로 대회 득점왕을 차지하였다. 그리고 1976년 하계 올림픽 축구에 나가서 은메달을 목에 걸었다.
1978년 FIFA 월드컵과 1982년 FIFA 월드컵에도 대표팀에 이름을 올리면서 전 경기에 출장하였으며, 그의 마지막 월드컵에서도 폴란드는 3위를 기록하였다.
라토는 폴란드 축구 협회의 국가대항전 출전 기록에 따라 폴란드에서 가장 먼저 센추리 클럽에 이름을 올렸으나 이후 국제 축구 연맹(FIFA)이 올림픽 경기를 A매치에서 제외하기로 하면서 95경기에 출전한 것으로 기록되었다.

## 수상

#### Stal Mielec
- 폴란드 1부 : 1973, 1976

#### Atlante F.C.
- 북중미 챔피언스컵 : 1983

#### 국가대표
- 올림픽 금메달 : 1972
- 올림픽 은메달 : 1976
- FIFA 월드컵 3위 : 1974, 1978

### 개인
- 발롱도르 6위 : 1974
- FIFA 월드컵 득점왕 : 1974
- 폴란드 1부 득점왕 : 1973, 1975
- 폴란드 올해의 선수 : 1977, 1981

## 같이 보기
- A매치 100경기 이상 출전한 축구 선수 명단